# Hanne Haugland
Hanne Haugland, född 14 december 1967, är en norsk före detta friidrottare som tävlade i höjdhopp. 
Haugland började sin karriär som sjukampare och hennes personliga rekord är 4 756. Vid slutet av 1980-talet började Haugland specialisera sig på höjdhopp även om hon fortfarande tävlade i såväl längdhopp som tresteg. 
Hauglands största merit är segern vid VM 1997 i Aten då hon vann på 1,99. Hennes personliga rekord är från samma år då hon i Zürich hoppade 2,01.
Hanne mottog Aftenpostens guldmedalj och Norska sportjournalisternas statyett efter sitt VM-guld 1997.
Efter OS 2000 avslutade Haugland sin aktiva karriär.